# Syntactus leleji
Syntactus leleji är en stekelart som beskrevs av Dmitriy R. Kasparyan 2007. Syntactus leleji ingår i släktet Syntactus och familjen brokparasitsteklar. Inga underarter finns listade i Catalogue of Life.